# Séries E2 - Shinkansen

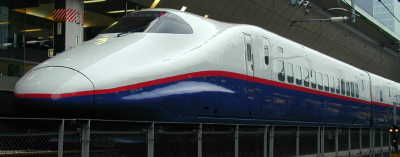

Os comboios Shinkansen da série E2 foram construídos entre 1997 e 2005 para as linhas dedicadas à alta velocidade Nagano Shinkansen. Podem ser formadas por unidades de 8 e 10 carruagens, sendo que as de 10 carruagens podem ser acopladas a unidades da série E3 Komachi usando acopladores escondidos por portas deslizantes nas portas.
A sua velocidade máxima é de 275 km/h apesar de em grandes troços das linhas terem limites de velocidade mais baixos.
Os comboios da série E2-1000 bateram o recorde de velocidade num comboio de produção em série (i.e. não tendo o teste sido feito num comboio dedicado a testes) em Abril de 2003, quando se alcançou a velocidade de 362 km/h durante uma série de testes de alta velocidade de madrugada, entre Urasa e Niigata na linha Jōetsu Shinkansen.
A China encomendou uma série de comboios de 200 km/h baseados no desenho das séries E2-1000, sendo o segundo comboio Shinkansen a ser exportado, depois dos comboios Shinkansen da série 700T para Taiwan. A primeira unidade desembarcou no porto de Qingdao a 8 de Março de 2006.